# Ein Fall für zwei: Caesars Beute
Caesars Beute ist der Titel der 60. Episode der Krimiserie Ein Fall für zwei mit Günter Strack, Rainer Hunold und Claus Theo Gärtner in den Hauptrollen.
Es handelt sich um die letzte Episode unter Mitwirkung von Rechtsanwalt Dr. Renz und zugleich um die erste mit dem Rechtsanwalt Dr. Franck, der dessen Kanzlei fortan übernimmt. Der Übergang zwischen diesen beiden Hauptfiguren wird detailliert dargestellt. Gegenüber den sonst üblichen Folgen ist die Episode um 30 Minuten verlängert.

## Handlung
Vor Gericht schildert der zuvor verdeckt ermittelnde Hauptkommissar Zander aus seiner Sicht die Ereignisse, die zur Verhaftung des von Rechtsanwalt Dr. Renz verteidigten Angeklagten Walter Schröder, der Caesar genannt wird, geführt hatten. Caesar behauptet hingegen, dass Zander ganz wesentlich zum Überfall eines Casinos beigetragen habe, was dieser abstreitet. Schröder wird schließlich zu einer sechsjährigen Haftstrafe verurteilt.
Der Privatdetektiv Josef Matula besucht mit seiner Freundin Cleo Reiser privat eine Motocross-Veranstaltung, bei der auch der ihm bis dahin unbekannte Rechtsanwalt Dr. Rainer Franck anwesend ist. Dieser zeigt Interesse an Cleo, was Matula verärgert. Franck erhält in diesen Tagen ein Angebot, als Sozius in die Kanzlei seines Kollegen Dr. Norden einzusteigen. Die angebotenen Konditionen sagen ihm allerdings nicht zu, weshalb er ablehnt.
Von der im Casino durch Caesar und seine Komplizen geraubten Beute fehlen weiterhin rund 20 Millionen DM und Matula hofft auf einen beträchtlichen Anteil daran als Belohnung, sofern es ihm gelingt, das Geld ausfindig zu machen. Er beobachtet Kommissar Zander und stellt fest, dass dieser sich ausgerechnet mit Dr. Franck trifft.
Beim Betrachten alter Fotos in seinem Haus erinnert sich Dr. Renz an die gemeinsame Zeit mit seiner früheren Liebe Anna Susković in der Toskana. Unerwartet erscheint eine junge Frau bei ihm, die behauptet, deren Tochter zu sein. Sie stellt sich als Julia vor. Renz ist sofort von ihr angetan und unterhält sich ausführlich mit ihr. Sie behauptet, Anna habe sich wenige Tage zuvor das Leben genommen und überreicht ihm einen Abschiedsbrief. Am nächsten Tag wolle sie nach Zürich reisen und bittet Dr. Renz, derweil weite Teile ihres Gepäcks bei ihm zwischenlagern zu dürfen. Da Renz zufällig ebenfalls nach Zürich fährt, reisen die beiden gemeinsam dorthin. Sie erhält außerdem die Möglichkeit, bei Renz zu übernachten. Matula erfährt von Renz, dass dieser ein Haus in der Toskana erworben habe, um dort seinen baldigen Ruhestand zu verbringen.
Als die angebliche Julia wenige Tage später kurz nach Dr. Renz aus Zürich zurückkehrt und ihre Koffer bei diesem abholen möchte, erscheint die Polizei in der Absicht, sie festzunehmen. In Wirklichkeit heißt sie Regina Schultes. In ihren Koffern befindet sich Diebesgut aus den Raubüberfällen Caesars. Ihr gelingt die Flucht und Renz wird wegen vermeintlicher Beihilfe festgenommen.
Matula verfolgt Kommissar Zander und trifft schließlich mit ihm zusammen. Es kommt zu einer Prügelei, die Zander für sich entscheidet und verschwindet. Dr. Franck taucht später dort auf und verarztet Matula. Er vermutet, dass sowohl Matula als auch Zander auf der Suche nach dem vermissten Diebesgut seien.
Dr. Renz schildert gegenüber dem Haftrichter die Geschehnisse der vergangenen Tage aus seiner Perspektive. Er bemängelt, dass die Polizei nicht früher eingegriffen habe. Es handle sich aus seiner Sicht um ein Komplott, um ihn zu diffamieren. Der Haftrichter folgt dieser Ansicht und lehnt das Haftbegehren seitens der Staatsanwaltschaft ab.  Renz telefoniert mit Anna Susković, die ihm bestätigt, dass sie weder eine Tochter hat noch Suizidabsichten hege. Er fährt am Abend zu ihr in den Rheingau und legt auf dem Weg dorthin einen Zwischenstopp an einer Tankstelle nahe der Gaststätte Qualitäts-Eck ein. Dabei wird er von Regina Schultes beobachtet.
Am nächsten Tag wird Renz erneut festgenommen. Er sagt vor dem Haftrichter aus, dass er das Restaurant Qualitäts-Eck nicht betreten habe, um sich dort angeblich mit Komplizen der Täter zu treffen. Ein angebliches Beweisfoto, welches der Polizei anonym zugespielt worden war, scheint jedoch das Gegenteil zu beweisen. Diesmal wird Renz in Untersuchungshaft genommen und engagiert Dr. Franck als seinen Rechtsbeistand. Mehrere Zeugen glauben Renz in einer Gegenüberstellung wiederzuerkennen. Franck beauftragt Matula, die Hintergründe von drei der Zeugen zu ermitteln. Er selbst übernimmt die andere Hälfte und erkennt, dass die Zeugenaussagen sehr unsicher sind. Er unterhält sich anschließend mit Kommissar Zander, der sich weitgehend ahnungslos und unkooperativ gibt. Eine der Zeuginnen teilt Matula derweil mit, dass der angebliche Dr. Renz im Qualitäts-Eck mit fränkischem Dialekt gesprochen habe.
Caesar äußert gegenüber Dr. Franck, dass Regina Schultes seine Geliebte gewesen sei. Er verrät ihm deren Aufenthaltsort, wo Matula sie schließlich antrifft.
Vor Gericht bemängelt Dr. Franck die Ermittlungsmethoden des Kommissars Stark im Zusammenhang mit der misslungenen Festnahme der Regina Schultes. Er unterstellt ihm indirekt eine Komplizenschaft aufgrund seiner Freundschaft zu dem verdeckt ermittelnden Kollegen Zander. Stark räumt schließlich ein, dass es zu einem Austausch mit diesem hinsichtlich des Falles gekommen war. Matula macht unterdessen den fränkisch sprechenden Mann ausfindig, der im Qualitäts-Eck gesehen worden war. Dieser erscheint vor Gericht und sieht Dr. Renz tatsächlich hinsichtlich seiner Statur sehr ähnlich. Er habe eine Belohnung dafür erhalten, sich für das Foto zur Verfügung zu stellen. Die Hintergründe dessen seien ihm allerdings nicht bekannt. Matula erscheint kurz darauf gemeinsam mit Regina Schultes. Diese gibt zu, dass sie im Auftrag von Kommissar Zander gehandelt habe. Dass er ein Polizist ist, habe sie zunächst nicht gewusst. Zander habe Dr. Renz unbedingt hinter Gitter bringen wollen, da dieser die Bestrafung Caesars, auf deren Ausmaß Renz wesentlichen Einfluss gehabt habe, als deutlich zu geringfügig empfinde.
Dr. Renz wandert gemeinsam mit Anna Susković in die Toskana aus. Seine Kanzlei übergibt er an Dr. Rainer Franck und empfiehlt ihm die Fortführung der Zusammenarbeit mit Josef Matula.

## Hintergrund
Die Episode wurde überwiegend im Rhein-Main-Gebiet gedreht. Ein Spaziergang von Dr. Franck und Cleo Reiser wurde am südlichen Mainufer unweit des Eisernen Stegs gedreht. Eine Szene vor der angeblichen Wohnung Dr. Francks wurde im Bereich der Kreuzung der Schwanthalerstraße mit der Oppenheimer Landstraße in Frankfurt-Sachsenhausen erstellt. In der dortigen Hedderichstraße befindet sich auch das tatsächlich existierende Restaurant namens Qualitäts-Eck.